# 约瑟夫·高赫尔
约瑟夫·高赫尔（德語：Josef Gauchel，1916年9月11日—1963年3月21日），德国男子足球运动员，司职前锋。他曾代表德国参加1938年国际足联世界杯。他也曾参加1936年夏季奥林匹克运动会。